# 12916 Eteoneus
12916 Eteoneus è un asteroide troiano di Giove del campo greco. Scoperto nel 1998, presenta un'orbita caratterizzata da un semiasse maggiore pari a 5,1377697 au e da un'eccentricità di 0,0215247, inclinata di 26,43408° rispetto all'eclittica.
L'asteroide è dedicato a Eteoneo, armigero di Menelao.